# 阎皇后 (李寿之妻)
閻皇后（?—?），成汉昭文帝李寿的皇后。玉恒四年（338年）四月，成国建立者李雄的堂弟李寿在涪城发动政变，从李雄儿子李期手中夺去皇位。李寿改国号为汉，册封阎氏为皇后。皇太子李势不是阎皇后所生，汉兴六年（343年）李寿去世，李势即位，次年改元太和，尊阎皇后为皇太后。嘉宁二年（347年），成汉被东晋大将桓温所灭，史书没有记载此时阎太后是否在世。